# Marta Zenoni
Marta Zenoni (Bergamo, 9 marzo 1999) è una mezzofondista italiana.
È la seconda atleta italiana più giovane (dopo Nicole Svetlana Reina che nel 2013, all'età di quindici anni, si impose nei 3000 metri siepi) ad avere conquistato un titolo nazionale assoluto, aggiudicandosi da sedicenne la gara degli 800 metri ai CV campionati italiani assoluti 2015 svoltisi a Torino.
Sempre nel 2015 e sempre negli 800 metri, ha vinto la medaglia di bronzo ai IX campionati mondiali allievi tenutisi a Cali.
È detentrice di due record italiani assoluti e di dieci primati italiani giovanili (tre nella categoria juniores, cinque in quella allieve e due in quella cadette).

## Biografia

### Carriera sportiva

#### Esordi e primi record giovanili
Dopo aver praticato il nuoto, ha iniziato con l'atletica leggera all'età di nove anni con una gara di corsa campestre (nella quale, essendo poco esperta, era partita per ultima, ma aveva poi finito per rimontare sino al successo), tesserandosi poco dopo per l'Atletica Brusaporto. Il suo primo allenatore è stato Achille Ventura (il presidente dal 2013 al 2021 dell'Atletica Bergamo 1959), a cui è poi subentrato Rosario Naso.
Nel biennio 2013 – 2014 ha fatto doppietta di titoli sui 1000 metri ai campionati italiani cadetti ed è diventata due volte vice campionessa italiana cadette di corsa campestre sulla distanza dei due chilometri (il 10 marzo 2013 a Pratoni del Vivaro con il tempo di 6'49" e il 9 marzo 2014 a Nove con il tempo di 6'51"). Ha inoltre stabilito quattro primati italiani della categoria cadette: sui 1000 metri con un 2'46"79 (il 9 giugno 2013 a Fidenza) che ha battuto il 2'49"73 di Annamaria Certo del 1993 e successivamente con un 2'44"24 (il 24 aprile 2014 a Milano), prestazione che sarebbe stata migliore anche del record italiano allieve di Gabriella Dorio (il 2'46"20 fatto segnare nel 1973); sui 2000 metri è prima scesa a 6'07"34 (il 22 settembre 2013 a Saronno, superando il 6'11"65 di Nicole Svetlana Reina del 2012) e poi a 6'02"83 (il 2 giugno 2014 a Chiari).

#### 2015 – 2016: i primi titoli assoluti
Dal 2015, l'anno dell'affermazione nazionale e internazionale e della conquista di ulteriori sei record italiani giovanili, si è tesserata per l'Atletica Bergamo 1959. Il primo di questi primati è il 4'23"36 della categoria allieve sui 1500 metri indoor del 18 gennaio 2015 a Padova (tolto a Giovanna Tessitore che lo deteneva dal 1991 con 4"32'50). Sempre al coperto stabilisce anche il primato italiano juniores e allieve sui 1000 metri, vincendo i campionati italiani allievi indoor di Ancona il 15 febbraio (il primato juniores dal 2003 apparteneva a Eleonora Riga con un 2'48"60, quello allieve a Chiara Ferdani con il 2'47"70 dell'anno precedente). Il 21 febbraio a Padova vincendo la medaglia d'argento sui 1500 metri ai XLVI campionati italiani assoluti indoor segna il nuovo primato italiano juniores con 4'18"86 (migliorando il 4'21"91 di due anni prima di Federica Del Buono) e quello allieve che già le apparteneva.
Il 28 febbraio 2015 a Lione, all'incontro internazionale juniores indoor tra Francia, Germania ed Italia, correndo gli 800 metri in 2'05"19 ha migliorato due record italiani in altrettante categorie: quello juniores che durava da 20 anni (il 2'05"77 di Eleonora Berlanda del 1995) e quello allieve che resisteva da 26 anni (il 2'08"16 di Fabia Trabaldo realizzato nel 1989).
Durante la due giorni (14-15 marzo 2015) a Fiuggi per la festa italiana del cross, ha vinto prima il titolo italiano allieve di corsa campestre e poi quello assoluto di staffetta di corsa campestre, correndo insieme alla sorella Federica a cui ha passato il testimone al secondo cambio di staffetta.
Il 23 aprile 2015 a Milano ha migliorato dopo 40 anni il record italiano allieve sui 3000 metri correndo la distanza in 9'19"39 (precedente primato di Cristina Tomasini nel 1975 di 9'23"80).
Il 4 giugno 2015, nelle gare di contorno al XXXV Golden Gala Pietro Mennea di Roma, ha vinto gli 800 metri under 20 in 2'03"40, migliorando il primato italiano allieve dopo quasi 26 anni (il precedente record di 2'04"65 di Fabia Trabaldo era stato realizzato il 26 agosto 1989 a Varaždin) e stabilendo la migliore prestazione mondiale di categoria dell'anno. Ai L campionati italiani allievi svoltisi dal 19 al 21 giugno 2015 a Milano ha vinto le gare degli 800 metri e dei 1500 metri con i tempi rispettivamente di 2'11"60 e di 4'14"50 (quest'ultimo nuovo primato personale).
Il 19 luglio 2015, a Cali, ha vinto la medaglia di bronzo (dopo essere stata prima sia in batteria che in semifinale) sugli 800 metri ai IX campionati mondiali allievi con il tempo di 2'04"15, a 61 centesimi di secondo dal titolo iridato.
Il 25 luglio 2015, vincendo la medaglia d'oro negli 800 metri con il risultato cronometrico di 2'04"18 ai CV campionati italiani assoluti di Torino, è diventata da sedicenne la seconda atleta italiana più giovane (dopo Nicole Svetlana Reina che nel 2013, all'età di quindici anni, si impose nei 3000 metri siepi) ad aver conquistato un titolo nazionale assoluto.
Nell'inverno del 2016 ha stabilito tre nuovi record italiani juniores: il 17 gennaio 2016 a Padova ha migliorato con il tempo di 4'16"02 quello dei 1500 metri indoor (che già le apparteneva dall'anno prima); il 14 febbraio ad Ancona, in occasione dei campionati italiani allievi al coperto, ha migliorato con il tempo di 2'45"60 quello proprio dei 1000 metri indoor; il 5 e il 6 marzo 2016, ad Ancona, ha conquistato la medaglia d'oro sia nei 1500 metri indoor che negli 800 metri indoor ai XLVII campionati italiani assoluti al coperto facendo segnare i tempi rispettivamente di 4'24"59 e di 2'03"88 e stabilendo con quest'ultimo il nuovo record italiano juniores della specialità.
Il 2 giugno 2016, alla 36ª edizione del Golden Gala Pietro Mennea di Roma (quinta tappa della IAAF Diamond League 2016), ha partecipato alla seconda serie degli 800 metri senza però concluderla in quanto, mentre era ai 500 metri, si è trovata davanti un’atleta che ha rallentato bruscamente, andandogli così contro e finendo a terra (e coinvolgendo nella caduta anche un'altra concorrente).
Il 6 giugno 2016, al Galà dei Castelli di Bellinzona, ha corso gli 800 metri in 2'01"91, stabilendo il nuovo primato italiano allieve; il 25 giugno ha vinto con il tempo di 2'05"62 la medaglia di bronzo negli 800 metri ai CVI campionati italiani assoluti di Rieti.
Successivamente è incappata in una serie di stop dovuti a dei problemi al piede destro, iniziati con una microfrattura al quarto osso metatarsale sopraggiunta già prima di quest'ultima gara e che aveva tenuto a bada assumendo degli antinfiammatori: a causa di questo infortunio ha saltato i campionati europei del 2016 di Amsterdam e la prima edizione dei campionati europei allievi, sempre del 2016, di Tbilisi, mancando inoltre di 41 centesimi di secondo la conquista del "minimo" per la partecipazione ai Giochi della XXXI Olimpiade di Rio de Janeiro. Sempre per il medesimo problema fisico, ha corso in condizioni precarie le due gare seguenti nonché le ultime due della stagione (un 1500 metri in 4'31"39 e un 800 metri in 2'11"81 corsi a Bergamo, il 1º e il 2 ottobre 2016, in occasione della finale A del campionato italiano di società allievi).

#### 2017 – 2021
Con un'unica gara completata nel 2017 (un 800 metri corso a Cinisello Balsamo il 25 giugno in 2'09"88, mentre in quello che ha disputato il 7 luglio al meeting di Nembro si è ritirata per una caduta dopo uno scontro con un'altra atleta, caduta che le ha anche precluso la partecipazione di lì a poco ai XXIV campionati europei under 20 di Grosseto) e nessuna nel 2018 (a causa di altri due infortuni patiti, il secondo dei quali le ha impedito di allenarsi fino alla metà di ottobre del medesimo anno), la stagione 2019 è stata quella del rientro: il 3 febbraio 2019, ai campionati italiani promesse indoor di Ancona, ha vinto il titolo sui 3000 metri con il tempo di 9'28"67.
Il 10 marzo 2019, ai campionati italiani di corsa campestre di Venaria Reale, ha vinto il titolo assoluto e quello promesse di cross corto (tre chilometri) correndo in 9'57".
Il 7 e il 9 giugno 2019 a Rieti, ai campionati italiani juniores e promesse, ha fatto una doppietta nella categoria promesse, vincendo i 5000 metri con il tempo di 16'09"10 (nuovo primato personale) e i 1500 metri con il tempo di 4'21"58; il 15 e 16 giugno 2019, a Firenze, ha vinto i 1500 metri con il tempo di 4'20"84 e i 5000 metri con il tempo di 16'19"48 alla Finale A Oro dei campionati italiani di società.
Il 28 giugno 2019 ha vinto con il tempo di 9'06"48 (nuovo primato personale) i 3000 metri al XXIII Meeting Internazionale Città di Nembro; pochi giorni dopo, il 2 luglio, ha corso a Marsiglia i 1500 metri in 4'09"48, migliorando il suo primato anche su questa distanza.
Il 14 luglio 2019 ha vinto con il tempo di 4'23"96 la medaglia di bronzo nei 1500 metri ai XII campionati europei under 23 di Gävle.
Il 27 e 28 luglio 2019 a Bressanone, ai CIX campionati italiani assoluti, ha nuovamente vinto due medaglie d'oro: nei 1500 metri con il tempo di 4'30"83 e nei 5000 metri con il nuovo primato personale di 15'52"89.
Il 10 agosto 2019 ai VIII campionati europei a squadre di Bydgoszcz, il suo esordio con la nazionale assoluta, ha vinto la medaglia d'argento nei 3000 metri facendo registrare il tempo di 9'08"34, mentre il giorno dopo sui 1500 metri è arrivata nona fermando il cronometro a 4'11"32.
Una lesione all'osso navicolare procuratasi nel settembre del 2019 (l'ottava microfrattura in cui è incorsa dal giugno 2016) l'ha obbligata a portare per circa un mese e mezzo un tutore al piede e a stare a riposo fino al 7 gennaio 2020, impedendole così la partecipazione agli imminenti XVII campionati del mondo di Doha (per i quali, pur non avendo ottenuto il "minimo", sarebbe rientrata tra le partenti dei 1500 metri grazie ai "target numbers") e costringendola, per motivi prudenziali, a saltare tutte le gare al coperto dell'inverno successivo.
Con l'introduzione nella primavera del 2020 delle misure di confinamento dovute alla pandemia di COVID-19 (che hanno interessato anche i campi sportivi, i parchi pubblici e le palestre), ha deciso di acquistare un tapis roulant per potersi allenare anche in casa: nonostante ciò, lo sforzo di adattamento che il suo apparato locomotore ha dovuto sostenere per l'avere corso molto più spesso del solito su percorsi asfaltati (anche per via del fatto che nella provincia di Bergamo le strutture dove potersi allenare hanno riaperto più tardi rispetto a quanto avvenuto nel resto del Paese essendo stata la zona italiana maggiormente colpita dal SARS-CoV-2) le ha procurato a lungo andare una borsite al piede sinistro che le ha fatto mancare l'esordio agonistico del 2020.
Dal 1º agosto dello stesso anno è entrata a far parte del Gruppo Sportivo Fiamme Oro), pur continuando ad allenarsi a Bergamo e sotto la guida di Rosario Naso.
Da qui in avanti una nuova serie di problemi fisici di natura microfratturale l'hanno portata a saltare i CX campionati italiani assoluti (nell'ambito dei quali le gare di mezzofondo si sono svolte a Modena il 17 e 18 ottobre), le hanno fatto prendere a fine anno la decisione di congedarsi dalle Fiamme Oro per fare ritorno all'Atletica Bergamo 1959 e l'hanno costretta a non allenarsi fino al 22 marzo 2021; il rientro è avvenuto a Rodengo-Saiano il 29 aprile 2021, dopo 592 giorni di assenza dalle competizioni, con un 3000 metri corso sotto un diluvio in 9'27"02.
Il 12 e 13 giugno 2021 ai campionati italiani juniores e promesse di Grosseto ha centrato una doppietta nella categoria promesse vincendo i 5000 metri con il tempo di 16'07"25 e i 1500 metri con il tempo di 4'16"65
Il 27 giugno 2021, ai CXI campionati italiani assoluti di Rovereto, ha vinto la medaglia d'argento nei 1500 metri con il tempo di 4'09"79; dall'8 all'11 luglio 2021 ha partecipato ai XIII campionati europei under 23 di Tallinn dove ha conquistato per la seconda volta in carriera una medaglia in questa manifestazione, vincendo l'argento nei 1500 metri con il tempo di 4'17"38 nella batteria e di 4'14"50 nella finale.
Seguono degli altri problemi fisici, questa volta legati all'esordio del morbo di Haglund a entrambi i piedi, che la terranno fuori dalle competizioni per altri 287 giorni (e la costringeranno per tutto il 2022 ad allenarsi e a gareggiare accompagnata da forti dolori).

#### 2022 – 2023
A partire dal 2022 è andata a vivere a Roma: dopo questo cambiamento ha lasciato una seconda volta l'Atletica Bergamo 1959 (per i primi due anni in prestito e poi con un trasferimento) per gareggiare con l'AS Luiss, il gruppo sportivo dell'università nella quale stava studiando; inoltre, ha iniziato a essere allenata dall'allora fiduciario del Comitato regionale Lazio della Federazione Italiana di Atletica Leggera, Emilio De Bonis (affiancato per i primi tempi da Flavio Rambotti al fine di recuperarla dall'infortunio dell'autunno precedente).
Il rientro dall'infortunio è avvenuto il 25 aprile 2022 in occasione dei 3000 metri dell’edizione numero 73 del Trofeo della Liberazione svoltosi a Roma, gara che ha vinto in solitaria con il tempo di 9'30"76.
Nel corso della stagione ha abbassato il suo primato sui 1500 metri (portandolo a 4'07"29 il 22 maggio al Castiglione meeting di Grosseto) e quello sui 3000 metri (il 30 agosto al LVIII Palio Città della Quercia di Rovereto, dove ha corso in 8'50"58, migliorandosi così di quasi sedici secondi); in aggiunta, il 26 giugno, ai CXII campionati italiani assoluti di Rieti, è arrivata quarta nei 1500 metri, facendo segnare il tempo di 4'16"41. Infine ha chiuso la stagione l'11 settembre al Boris Hanžeković Memorial di Zagabria (ultimo appuntamento del World Athletics Continental Tour Gold 2022) arrivando quinta nella gara del miglio, alla sua prima esperienza in questa prova, con il tempo di 4'25"29 e quindi diventando la seconda italiana di sempre sulla distanza e arrivando a due secondi esatti dal primato italiano della specialità firmato da Gabriella Dorio nel 1980.
Il 15 febbraio 2023 è stata sottoposta a un intervento chirurgico bilaterale al fine di rimuovere dalle tuberosità calcaneali i due speroni che erano la causa del doppio morbo di Haglund di cui si è accennato in precedenza. Nel periodo immediatamente successivo a tale intervento, Emilio De Bonis è stato coadiuvato da Sandro Donati.
Il 26 novembre 2023, a poco più di nove mesi dalla suddetta operazione e un anno e due mesi dalla sua ultima uscita agonistica (nonché a quattro anni e otto mesi dalla sua ultima apparizione in una prova di corsa campestre), è ritornata alle competizioni chiudendo vittoriosa con il tempo di 6’16" sui due chilometri della gara di cross corto dell'edizione numero 48 del Carsolina Cross di Sgonico.
Il 10 dicembre 2023 ha corso per la squadra nazionale assoluta la terza frazione della gara di staffetta mista 4x1500 metri ai XXIX campionati europei di corsa campestre di Bruxelles in cui ha conquistato un quarto posto.

#### 2024 – 2025
A quasi cinque anni dalla sua ultima gara al coperto, il 20 gennaio 2024 è arrivata seconda nei 1500 metri indoor del III° memorial Alessio Giovannini di Ancona, stabilendo con il tempo di 4'15"31 il nuovo primato personale in questa specialità. Un risultato cronometrico che ha ulteriormente migliorato il 22 febbraio, arrivando seconda al Meeting Miramas Métropole di Miramas (tappa del World Athletics Indoor Tour Silver 2024) con il tempo di 4'09"78, e il 9 febbraio, vincendo il Meeting Indoor de Lyon di Lione (a sua volta inserito nel World Athletics Indoor Tour Silver) con il tempo di 4'08"92, ossia la settima prestazione italiana della storia su tale distanza nonché il record della manifestazione.
Il 17 e 18 febbraio 2024 ha conquistato due medaglie ai LV campionati italiani assoluti indoor di Ancona: quella d'argento nei 1500 metri (registrando lo stesso tempo della vincitrice Giulia Aprile, ossia 4'12"51) e quella di bronzo nei 3000 metri (mettendo a referto il nuovo primato personale, un 8'50"31 che l'ha issata al quinto posto delle liste italiane di sempre della specialità). Ha chiuso la stagione al coperto il 23 febbraio ottenendo il quarto posto nei 1500 metri del Madrid Indoor Athletics di Madrid (ultimo appuntamento del World Athletics Indoor Tour Gold 2024) com il tempo di 4'09"55.
In primavera ha cambiato allenatore, passando da Emilio De Bonis a Sandro Donati.
Nel corso della stagione all'aperto ha migliorato a più riprese il suo primato sui 1500 metri: il 27 aprile a Milano, conquistando il terzo gradino del podio nel XIII meeting internazionale WMD-Night con il tempo di 4'05"71, e il 22 maggio a Marsiglia, piazzandosi al quarto posto nel Meeting international d'athlétisme de Marseille (tappa del World Athletics Continental Tour Silver 2024) con il tempo di 4'05"49.
Grazie a questi risultati ha partecipato ai XXVI campionati europei di Roma: il 17 giugno, nella seconda batteria del primo turno dei 1500 metri, è caduta (portando comunque a termine la gara), venendo in seguito squalificata per spintonamento. Tre giorni dopo, con un settimo posto nella sesta edizione del Irena Szewińska Memorial di Bydgoszcz (appuntamento del World Athletics Continental Tour Gold 2024), ha migliorato di nuovo il primato personale sui 1500 metri, portandolo a 4'03"00 e diventando la sesta italiana di sempre in questa specialità.
Il 30 giugno 2024 ha concluso in quarta posizione e con il tempo di 4'13"00 i 1500 metri dei CXIV campionati italiani assoluti di La Spezia.
Il 7 luglio 2024 è arrivata in decima posizione con il tempo di 4'11"26 nei 1500 metri degli FBK Games di Hengelo (appuntamento del World Athletics Continental Tour Gold 2024). Il giorno seguente è stata iscritta come riserva non viaggiante ai 1500 metri dei Giochi della XXXIII Olimpiade di Parigi senza essere poi impiegata. In seguito alla delusione causata da questa sostanziale mancata convocazione, ha interrotto la collaborazione con Sandro Donati e, dopo una breve parentesi con Andrea Ceccarelli, da settembre ha iniziato a farsi seguire dal romeno Viorel Lache.
Il 3 settembre 2024 si è classificata quinta nei 3000 metri del LX Palio Città della Quercia di Rovereto (evento del World Athletics Continental Tour Silver 2024), con il tempo di 8'44"10, abbassando di quasi sei secondi e mezzo il proprio limite e diventando la quinta italiana di sempre su questa distanza.
L'8 dicembre 2024, in squadra con Sebastiano Parolini, Sintayehu Vissa e Pietro Arese, ha vinto la medaglia d'oro nella staffetta mista dei campionati europei di corsa campestre. Il 19 gennaio 2025 ha siglato il nuovo record italiano indoor sui 1500 metri piani, con il crono di 4'03"59; ha poi proseguito la stagione al coperto gareggiando nei 1500 metri ai XXXVIII campionati europei indoor e venendo eliminata in batteria.
Nell'aprile del 2025, ha abbandonato Roma per unirsi al gruppo del coach britannico Matthew Yates di stanza a Cambridge. Nel corso della restante parte della primavera, ha gareggiato in due competizioni della Diamond League 2025: il Golden Gala Pietro Mennea di Roma, nel quale il 6 giugno ha corso i 1500 metri in 4'01"52 (primato personale e quinta migliore prestazione italiana di sempre), e il Bauhaus-Galan di Stoccolma, dove il 15 giugno ha corso i 3000 metri in 8'41"72 (primato personale e terza miglior prestazione italiana di sempre).
Il 29 giugno ha ottenuto un sesto posto nei 1500 metri ai XI campionati europei a squadre, competizione che è stata vinta dalla nazionale italiana. In aggiunta, il 12 luglio è scesa per la prima volta in carriera sotto i due minuti sugli 800 metri (migliorando così il proprio primato che risaliva al 2016), correndoli in 1'59"79, migliorandosi nuovamente il 15 luglio, quando è scesa a 1'59"45 (la quinta miglior prestazione italiana di sempre). Successivamente, il 19 luglio nella tappa di Londra della Diamond League, ha stabilito il nuovo record italiano del miglio con il tempo di 4'17"16, con un passaggio di 3'59"16 ai 1500 metri che le è valso l'"entry standard" di qualificazione ai campionati mondiali di Tokyo del settembre 2025.
Il 3 agosto ai campionati italiani assoluti ha conquistato la medaglia d'oro negli 800 metri, con il tempo di 2'00"57, tornando a vincere un titolo italiano su questa distanza a dieci anni di distanza dalla prima volta.

### Vita non agonistica
Originaria di Pedrengo, è cresciuta e ha vissuto fino al 2021 a Ranica con la famiglia (sia la madre, Patrizia, che la sorella maggiore, Federica, sono delle ex mezzofondiste).
Nel 2016 ha ricevuto dal presidente della Repubblica italiana Sergio Mattarella l'attestato d'onore di "Alfiere della Repubblica" con la motivazione "Per l'attività sportiva associata alla solidarietà sociale".
Si è diplomata al liceo scientifico Lorenzo Mascheroni di Bergamo e, grazie a una borsa di studio, a partire dall'anno accademico 2019-2020 ha frequentato in qualità di "Luiss Top Athlete" l'università Luiss Guido Carli, ottenendo prima il titolo di dottore in economia e management e poi, il 16 ottobre 2024 e con la massima votazione finale, quello di dottore magistrale in management.

## Record nazionali
Seniores
- 1500 metri piani indoor: 4'03"59 ( Lussemburgo, 19 gennaio 2025)
- Miglio: 4'17"16 ( Londra, 19 luglio 2025)

Juniores (under 20)
- 800 metri piani indoor: 2'03"88 ( Ancona, 6 marzo 2016)[21]
- 1000 metri piani indoor: 2'45"60 ( Ancona, 14 febbraio 2016)[20]
- 1500 metri piani indoor: 4'16"02 ( Padova, 17 gennaio 2016)

Allieve (under 18)
- 800 metri piani: 2'01"91 ( Bellinzona, 6 giugno 2016)
- 800 metri piani indoor: 2'03"88 ( Ancona, 6 marzo 2016)[21]
- 1000 metri piani indoor: 2'45"60 ( Ancona, 14 febbraio 2016)[20]
- 1500 metri piani indoor: 4'16"02 ( Padova, 17 gennaio 2016)[11]
- 3000 metri piani: 9'19"39 ( Milano, 23 aprile 2015)[8]

Cadette (under 16)
- 1000 metri piani: 2'44"24 ( Milano, 24 aprile 2014)[7][8]
- 2000 metri piani: 6'02"83 ( Chiari, 2 giugno 2014)[8][10]

## Progressione

### 800 metri piani
| Anno | Tempo   | Luogo             | Data      | Rank. mond. |
| ---- | ------- | ----------------- | --------- | ----------- |
| 2025 | 1'59"45 | Brescia           | 15-7-2025 |             |
| 2019 | 2'08"90 | Casalmaggiore     | 5-5-2019  | 860         |
| 2017 | 2'09"88 | Cinisello Balsamo | 25-6-2017 | 1046        |
| 2016 | 2'01"91 | Bellinzona        | 6-6-2016  | 103         |
| 2015 | 2'03"40 | Roma              | 4-6-2015  | 177         |

### 800 metri piani indoor
| Anno | Tempo   | Luogo  | Data      | Rank. mond. |
| ---- | ------- | ------ | --------- | ----------- |
| 2016 | 2'03"88 | Ancona | 6-3-2016  | 51          |
| 2015 | 2'05"19 | Lione  | 28-2-2015 | 86          |

### 1000 metri piani
| Anno | Tempo   | Luogo   | Data      | Rank. mond. |
| ---- | ------- | ------- | --------- | ----------- |
| 2015 | 3'02"98 | Milano  | 8-5-2015  |             |
| 2014 | 2'44"24 | Milano  | 24-4-2014 | 26          |
| 2013 | 2'46"79 | Fidenza | 9-6-2013  | 39          |
| 2012 | 3'02"50 | Curno   | 19-6-2012 |             |
| 2011 | 3'11"30 | Casazza | 3-9-2011  |             |
| 2010 | 3'28"90 | Casazza | 29-5-2010 |             |
| 2009 | 3'42"10 | Casazza | 20-9-2009 |             |

### 1000 metri piani indoor
| Anno | Tempo   | Luogo  | Data      | Rank. mond. |
| ---- | ------- | ------ | --------- | ----------- |
| 2016 | 2'45"60 | Ancona | 14-2-2016 | 30          |
| 2015 | 2'45"89 | Ancona | 15-2-2015 | 47          |

### 1500 metri piani
| Anno | Tempo   | Luogo      | Data      | Rank. mond. |
| ---- | ------- | ---------- | --------- | ----------- |
| 2025 | 4'01"52 | Roma       | 6-6-2025  |             |
| 2024 | 4'03"00 | Bydgoszcz  | 20-6-2024 |             |
| 2022 | 4'07"29 | Grosseto   | 22-5-2022 | 81          |
| 2021 | 4'09"79 | Rovereto   | 27-6-2021 | 146         |
| 2019 | 4'09"48 | Marsiglia  | 2-7-2019  | 97          |
| 2016 | 4'20"99 | Bressanone | 15-5-2016 | 497         |
| 2015 | 4'14"50 | Milano     | 21-6-2015 | 190         |

### 1500 metri piani indoor
| Anno | Tempo   | Luogo       | Data      | Rank. mond. |
| ---- | ------- | ----------- | --------- | ----------- |
| 2025 | 4'03"59 | Lussemburgo | 19-1-2025 |             |
| 2024 | 4'08"92 | Lione       | 9-2-2024  |             |
| 2016 | 4'16"02 | Padova      | 17-1-2016 | 61          |
| 2015 | 4'18"86 | Padova      | 21-2-2015 | 55          |

### 2000 metri piani
| Anno | Tempo   | Luogo   | Data      | Rank. mond. |
| ---- | ------- | ------- | --------- | ----------- |
| 2014 | 6'02"83 | Chiari  | 2-6-2014  |             |
| 2013 | 6'07"34 | Saronno | 22-9-2013 |             |

### 3000 metri piani
| Anno | Tempo   | Luogo     | Data      | Rank. mond. |
| ---- | ------- | --------- | --------- | ----------- |
| 2025 | 8'41"72 | Stoccolma | 15-6-2025 |             |
| 2024 | 8'44"10 | Rovereto  | 3-9-2024  |             |
| 2022 | 8'50"58 | Rovereto  | 30-8-2022 |             |
| 2021 | 9'15"48 | Nembro    | 17-6-2021 | 181         |
| 2019 | 9'06"48 | Nembro    | 28-6-2019 | 76          |
| 2015 | 9'19"39 | Milano    | 23-4-2015 | 180         |

### 3000 metri piani indoor
| Anno | Tempo   | Luogo  | Data      | Rank. mond. |
| ---- | ------- | ------ | --------- | ----------- |
| 2024 | 8'50"31 | Ancona | 18-2-2024 |             |
| 2019 | 9'28"67 | Ancona | 3-2-2019  | 202         |

### 5000 metri piani
| Anno | Tempo    | Luogo      | Data      | Rank. mond. |
| ---- | -------- | ---------- | --------- | ----------- |
| 2021 | 15'55"47 | Zogno      | 26-5-2021 | 426         |
| 2019 | 15'52"89 | Bressanone | 27-7-2019 | 316         |

## Palmarès
| Anno | Manifestazione   | Sede      | Evento          | Risultato | Prestazione | Note |
| ---- | ---------------- | --------- | --------------- | --------- | ----------- | ---- |
| 2015 | Mondiali allievi | Cali      | 800 m piani     | Bronzo    | 2'04"15     |      |
| 2019 | Europei U23      | Gävle     | 1500 m piani    | Bronzo    | 4'23"96     |      |
| 2021 | Europei U23      | Tallinn   | 1500 m piani    | Argento   | 4'14"50     |      |
| 2023 | Europei di cross | Bruxelles | Staffetta mista | 4ª        | 20'06"      |      |
| 2024 | Europei          | Roma      | 1500 m piani    | Batteria  | dq          |      |
| 2024 | Europei di cross | Adalia    | Staffetta mista | Oro       | 18'02"      |      |
| 2025 | Europei indoor   | Apeldoorn | 1500 m piani    | Batteria  | 4'19"50     |      |

## Campionati nazionali
- 2 volte campionessa nazionale assoluta degli 800 m piani (2015, 2025)
- 1 volta campionessa nazionale assoluta di staffetta di corsa campestre (2015)
- 1 volta campionessa nazionale assoluta indoor degli 800 m piani (2016)
- 1 volta campionessa nazionale assoluta indoor dei 1500 m piani (2016)
- 1 volta campionessa nazionale assoluta dei 1500 m piani (2019)
- 1 volta campionessa nazionale assoluta dei 5000 m piani (2019)
- 1 volta campionessa nazionale assoluta di corsa campestre (cross corto) (2019)
- 2 volte campionessa nazionale promesse dei 1500 m piani (2019, 2021)
- 1 volta campionessa nazionale promesse indoor dei 3000 m piani (2019)
- 2 volte campionessa nazionale promesse dei 5000 m piani (2019, 2021)
- 1 volta campionessa nazionale allieve degli 800 m piani (2015)
- 2 volte campionessa nazionale allieve indoor dei 1000 m piani (2015, 2016)
- 1 volta campionessa nazionale allieve dei 1500 m piani (2015)
- 1 volta campionessa nazionale allieve di corsa campestre (2015)
- 2 volte campionessa nazionale cadette nei 1000 m piani (2013, 2014)

2013
- Argento ai campionati italiani cadetti di corsa campestre (Pratoni del Vivaro), 2 km - 6'49"[67]
- Oro ai campionati italiani cadetti (Jesolo), 1000 m piani - 2'52"69[68]

2014
- Argento ai campionati italiani cadetti di corsa campestre (Nove-Marostica), 2 km - 6'51"[69]
- Oro ai campionati italiani cadetti (Borgo Valsugana), 1000 m piani - 2'48"13[70]

2015
- Oro ai campionati italiani allievi indoor (Ancona), 1000 m piani - 2'45"89 [71]
- Argento ai campionati italiani assoluti indoor (Padova), 1500 m piani - 4'18"86  [72]
- Oro ai campionati italiani allievi di corsa campestre (Fiuggi), 4 km - 14'19[73]
- Oro ai campionati italiani assoluti di staffetta di corsa campestre (Fiuggi), 2+2+3+3 km - 33'55[74]
- Oro ai campionati italiani allievi (Milano), 800 m piani - 2'11"60[75]
- Oro ai campionati italiani allievi (Milano), 1500 m piani - 4'14"50 [76]
- Oro ai campionati italiani assoluti (Torino), 800 m piani - 2'04"18[77]

2016
- Oro ai campionati italiani allievi indoor (Ancona), 1000 m piani - 2'45"60 [20]
- Oro ai campionati italiani assoluti indoor (Ancona), 1500 m piani - 4'24"59[78]
- Oro ai campionati italiani assoluti indoor (Ancona), 800 m piani - 2'03"88  [79]
- Bronzo ai campionati italiani assoluti (Rieti), 800 m piani - 2'05"62[80]

2019
- Oro ai campionati italiani promesse indoor (Ancona), 3000 m piani - 9'28"67[81]
- Oro ai campionati italiani assoluti di cross corto (Venaria Reale)[82]
- Oro ai campionati italiani promesse (Rieti), 1500 m piani - 4'21"58[83]
- Oro ai campionati italiani promesse (Rieti), 5000 m piani - 16'09"10[84]
- Oro ai campionati italiani assoluti (Bressanone), 1500 m piani - 4'30"83[85]
- Oro ai campionati italiani assoluti (Bressanone), 5000 m piani - 15'52"89[86]

2021
- Oro ai campionati italiani promesse, 1500 m piani - 4'16"65
- Oro ai campionati italiani promesse, 5000 m piani - 16'07"25
- Argento ai campionati italiani assoluti (Rovereto), 1500 m piani - 4'09"79

2022
- 4ª ai campionati italiani assoluti (Rieti), 1500 m piani - 4'16"41

2024
- Argento ai campionati italiani assoluti indoor (Ancona), 1500 m piani - 4'12"51[49]
- Bronzo ai campionati italiani assoluti indoor (Ancona), 3000 m piani - 8'50"31 [50]
- 4ª ai campionati italiani assoluti (La Spezia), 1500 m piani - 4'13"00[58]

2025
- Oro ai campionati italiani assoluti (Caorle), 800 m piani - 2'00"57

## Altre competizioni internazionali
2015
- Oro al Campaccio ( San Giorgio su Legnano), gara allieve - 14'12"[87]
- Oro al Golden Gala Pietro Mennea ( Roma), 800 m piani, gara juniores - 2'03"40

2016
- Argento al Campaccio ( San Giorgio su Legnano), gara allieve - 14'22"

2019
- Argento nella Super League degli Europei a squadre ( Bydgoszcz), 3000 m piani - 9'08"34[88]
- 9ª nella Super League degli Europei a squadre ( Bydgoszcz), 1500 m piani - 4'11"32

2024
- 10ª agli FBK Games ( Hengelo), 1500 m piani - 4'11"26
- Oro alla Cinque Mulini ( San Vittore Olona), cross corto - 9'17"[89]

2025
- Oro al CMCM Luxembourg Indoor Meeting ( Lussemburgo), 1500 m piani indoor - 4'03"59
- 8ª al Golden Gala ( Roma), 1500 m piani - 4'01"52
- 10ª al Bauhaus-Galan ( Stoccolma), 3000 m piani - 8'41"72
- Campionati europei a squadre ( Madrid)
- 6ª ai Campionati europei a squadre ( Madrid), 1500 m piani - 4'10"23
- 5ª al London Athletics Meet ( Londra), miglio - 4'17"16

### Pubblicazioni
- Marta delle Meraviglie, in Runner's World, vol. 12, n. 2, Milano, Hearst Magazines Italia, febbraio 2017, ISSN 1827-2045 (WC · ACNP).
- Cesare Rizzi, GLI ATLETI - Marta Zenoni, in Voglia di atletica, n. 1, Milano, Fidal Lombardia, novembre-dicembre 2019,  pp. 46-49. URL consultato il 5 agosto 2025.